# Ferenbalm
Ferenbalm (en francès Les Baumettes) és un municipi del cantó de Berna (Suïssa), situat al districte de Laupen.

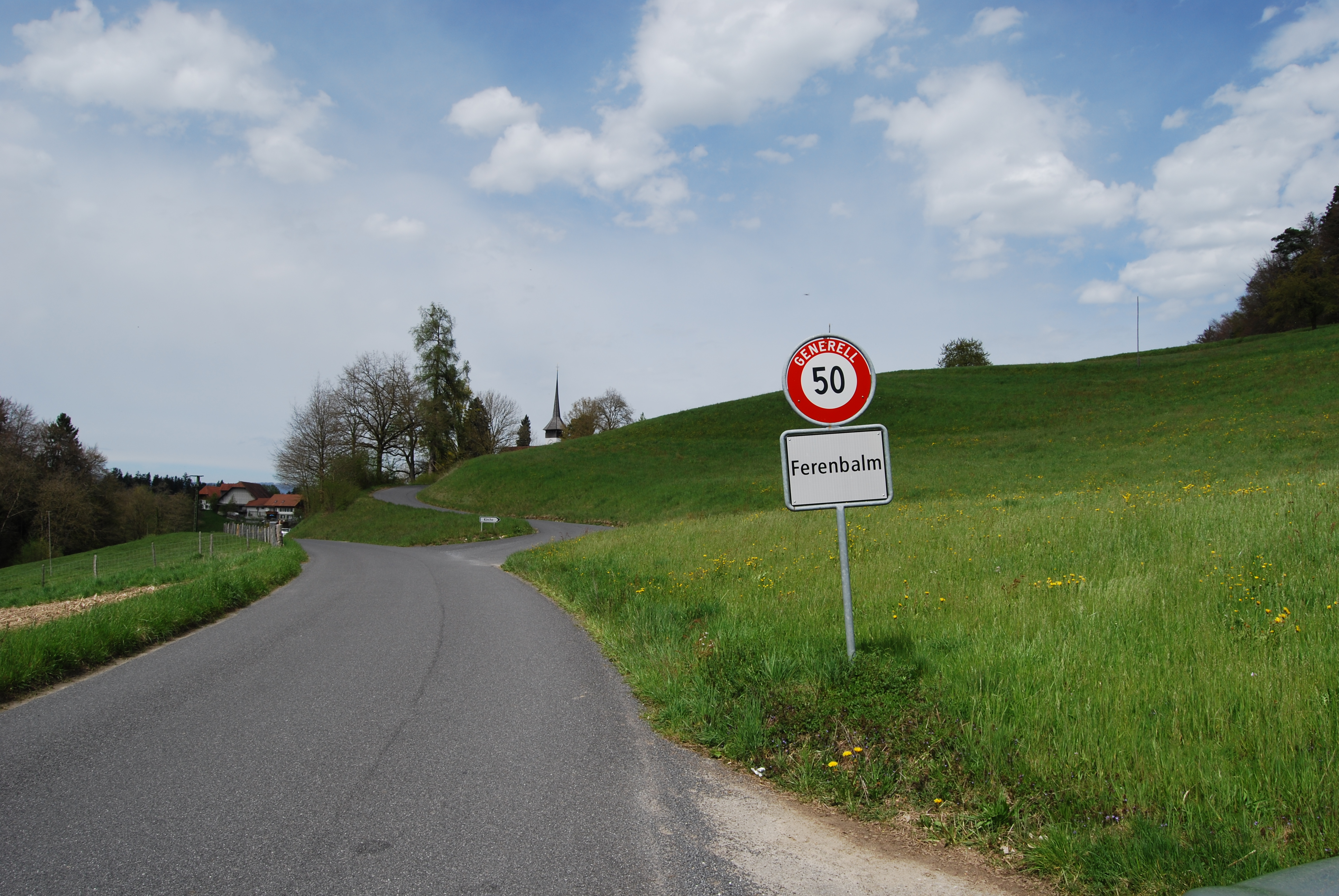
Ferenbalm